# Grad Kežmarok
Grad Kežmarok, imenovan tudi grad Kesmark ali grad Thököly; slovaško Kežmarský zámok ali Kežmarský hrad je grad ali mestni grad v vzhodnoslovaškem mestu Kežmarok (nemško Kesmark). Stoji v severnem delu starega mestnega jedra, skoraj na levem bregu reke Ljubice.

## Zgodovina
Na območju kasnejšega mestnega gradu so bile naselbine iz halštatske dobe in puchauske kulture. V severovzhodnem delu je stala pred letom 1251 zgrajena Elizabetina cerkev, ki so ji leta 1368 prizidali samostan. Natančen čas njegove izgradnje oziroma razlogi za gradnjo niso znani, prvič pa se grad omenja leta 1447, ko so mesto zavzele čete Jana Giskre. Leta 1462 je grajski kompleks pridobil Emmerich Zápolya, ki je po letu 1465 začel graditi gotski grad. Gradnja je bila končana po letu 1486, nekdanja cerkev je bila porušena. Iz tega časa sta vhodni stolp in grajsko obzidje z bastijoni (vključno s kasnejšo kapelo), ki sta bila vpeta v obstoječe mestno obzidje, nedaleč od starejšega obzidja pa so postavljena gospodarska poslopja.
V 16. stoletju se je grad vključil v boje za oblast po izgubljeni bitki pri Mohaču. Takratni lastnik Johann Zápolya je leta 1527 dal grad v najem Franzu Battyányju, po izdaji katerega je postal last Hieronymusa Łaskega iz istoimenske poljske družine, ki je prevzel upravo šele leta 1531 zaradi zasedbe habsburških čet. Zaradi nenehnega pomanjkanja denarja niti Hieronim niti njegov sin Albert nista mogla investirati v razširitev gradu vse do svoje smrti leta 1541. Namesto tega je Albert vodil drago življenje. Tudi zato se je poročil z 21 let starejšo Beato Kościelecko, ki je leta 1565 opravila prvo znano potovanje v Snežne gore, kot so takrat imenovali Visoke Tatre, na območju jezera Zelené pleso. Albert jo je nato dal zapreti v grad zaradi, kot je menil, nemoralnega dejanja in si prilastil njeno bogastvo. Leta 1571 je moral dati grad in mesto v najem Hansu Rueberju zu Pixendorfu za posojilo 10.000 in kasneje še 32.000 goldinarjev. Ker poplačilo ni bilo pravočasno, je začasni lastnik postal Rueber. Po uničujočem požaru v gradu leta 1575 in potrebni obnovi je bil Rueber leta 1577 prisiljen ponovno dati grad v najem Stanislavu Thurzu (okoli 12.000 guldnov) in leta 1579 Stephanu Thökolyju, bogatemu trgovcu iz Tyrnaua (okoli 42.000 guldnov). Łaski tega ni vedel in si je od Thökölyja izposodil dodatnih 18.000 guldnov, o čemer Rueber ni bil obveščen. Ker niti Łaski niti Rueber nista odplačala svojih dolgov in je Rueber leta 1584 umrl, je celotno gospostvo pripadlo Thökölyju.
Družina Thököly je gradu vladala štiri generacije. Med njeno vladavino je bil grad prezidan v bogato okrašeno renesančno trdnjavo, pri čemer je pri obnovi izjemno zaslužen zlasti Stephan I. Thököly. V 17. stoletju so trdnjavo ponovno zgradili v letih 1628 in 1658. Med drugim so prenovili severni trakt za stanovanjske prostore in glavni vhod ter okronali grajsko obzidje z renesančno streho. Gradbena dela so bila v bistvu zaključena z izgradnjo zgodnjebaročne kapele leta 1658. Pri Thökölyjih so že tako napeti odnosi med meščani in grajsko gospodo prišli do vrhunca, ko so Thökölyji želeli uveljaviti svojo oblast v svobodnem kraljevem mestu, tako da so bili nasilni spopadi skoraj na dnevnem redu. Po zadušitvi protihabsburškega upora Emmericha Thökölyja je trdnjavo cesarska oblast zaplenila in leta 1687 prodala grofu Ferdinandu Rueberju. Po njegovi smrti leta 1700 je mesto začelo pogajanja za pridobitev gradu in njegovih posesti, ki so bila sklenjena leta 1702 za ceno 80.000 renskih guldnov. Dolg naj bi odplačali do leta 1706, vendar je že leta 1703 izbruhnila vstaja Franca II. Rákóczija, ki jo je mesto Kesmark podprlo in so jo Habsburžani ostro kaznovali. Leta 1711 je mesto ponovno začelo s plačili, vendar je šele leta 1720 pridobilo zadnje objekte, in sicer kapelo in konjske hleve.
Mesto je grad uporabljalo za različne gospodarske namene, vendar je sčasoma propadel. V letih 1741 in 1787 je pogorel in treh traktov niso obnovili. Okoli leta 1860 so delno podrli zahodno obzidje in tam zgradili nove barake, konjski hlevi so postali mestna bolnišnica. Po ponovnem požaru leta 1901, ki je uničil strešne površine, je skrb za grad prevzel Madžarski spomeniški urad in ga po tedanjem mnenju dal prenoviti v romantičnem slogu. Leta 1931 so v enem izmed stolpov uredili Mestni muzej. Med drugo svetovno vojno je bil v gradu nastanjen oddelek Gestapa, ki je tukaj usmrtil več partizanov. Po koncu vojne je bil grad od leta 1962 do 1985 spomeniško obnovljen in je danes kot celota muzej.